# AIR-2 Genie

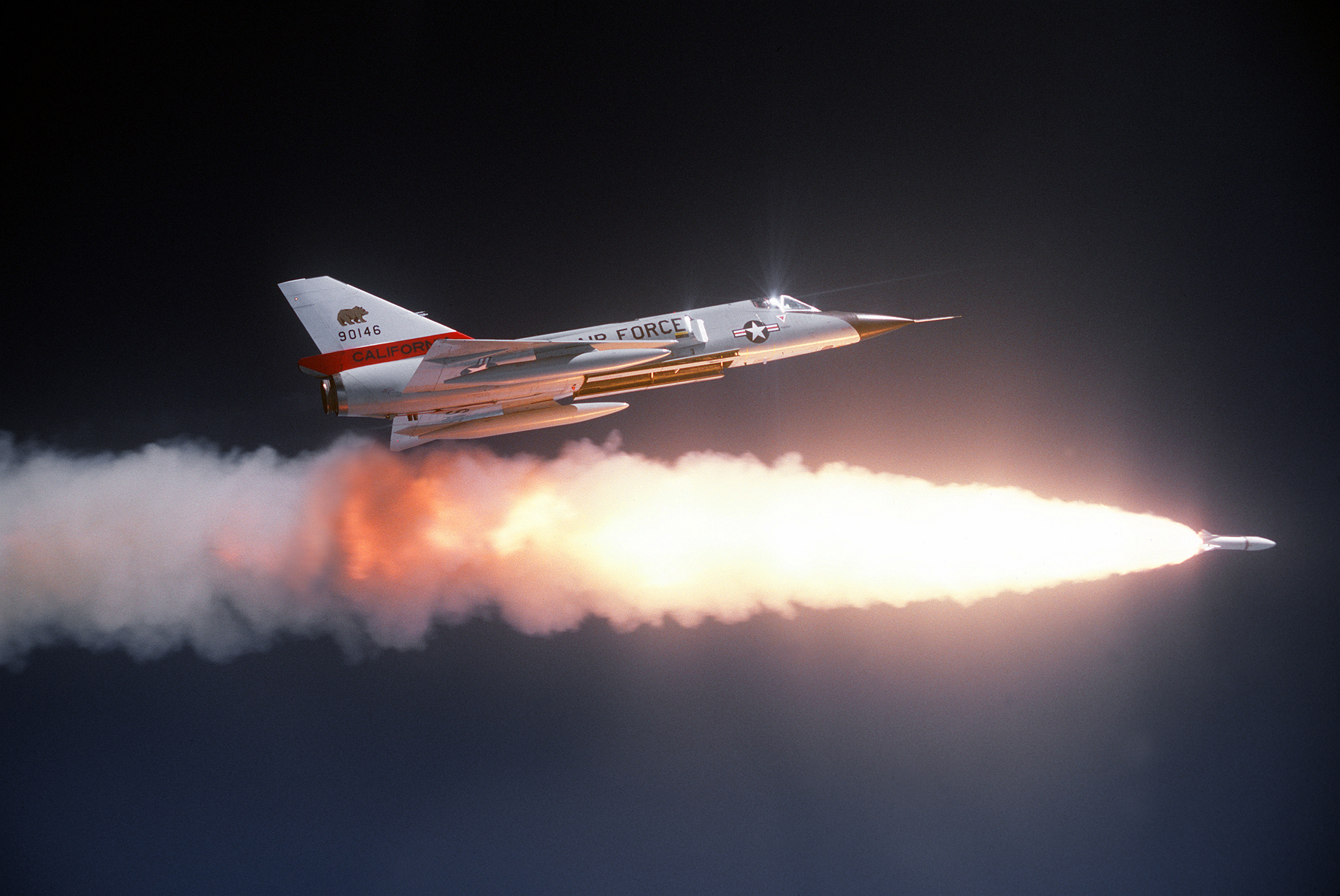
En F-106 Delta Dart avfyrar en AIR-2 Genie.

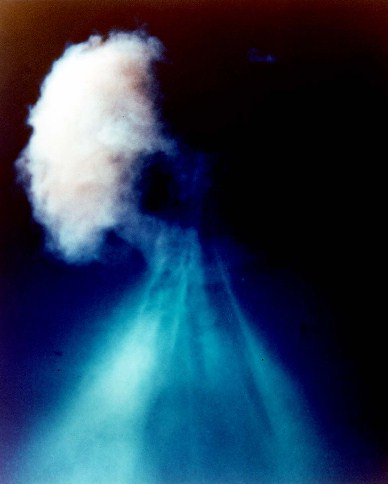
Den enda skarpa provskjutningen, 19 juli 1957. Bilden är tagen rakt underifrån.

AIR-2 Genie var en kärnvapenladdad jaktraket avsedd att användas mot luftmål.

## Bakgrund
På 1950-talet bestod både USA:s och Sovjetunionens kärnvapenarsenaler huvudsakligen av bombflygplan med frifallande atombomber. Sovjet hade byggt en kopia av B-29 som hette Tupolev Tu-4 och som kunde nå mål i USA.
Terrorbombningarna under andra världskriget hade visat hur svårt det var att stoppa en armada av bombflygplan. När bombflygplanen bar kärnvapen skulle det räcka med att ett enda bombplan lyckades släppa sin last över målet för att vålla enorma skador. Att som tidigare anfalla med kulsprutor, automatkanoner och raketer var inte längre tillräckligt. För att utplåna en hel bombarmada krävdes det kärnvapen.

## Utveckling
År 1954 började Douglas Aircraft att undersöka möjligheten att bygga en kärnvapenrobot som var tillräckligt liten för att kunna bäras av jaktplan. För att få vapnet så litet och enkelt som möjligt valde man att göra den till en raket utan styrsystem eller målsökare. De första prototyperna byggdes under 1955 och 1956 genomfördes de första provskjutningarna med oladdade raketer.
Projektet var hemligt och hade löpande kodnamn som High Card, Bird Dog och Ding Dong innan det fick sitt slutliga namn Genie. Namnet Ding-Dong dök upp på nytt som piloternas smeknamn på raketen och övningsraketen fick smeknamnet Tingeling. Den ursprungliga beteckningen var MB-1 och ändrades till AIR-2 1963.
Den enda provskjutningen med en skarpladdad raket skedde 19 juli 1957 inom ramen för provprogrammet operation Plumbbob. Laddningen detonerade på 4 500 meters höjd. En grupp av frivilliga flygvapenofficerare stod på marken under detonationen för att demonstrera att det var riskfritt att använda vapnet i eget luftrum. Strålningsdosen de fick var försumbar.
Produktionen avslutades 1962, men 1965 började Thiokol att bygga en förbättrad version av raketmotorn med bättre hållbarhet. De raketer som redan tillverkats försågs efter hand med den nya motorn och fick beteckningen AIR-2B. Raketerna behölls i tjänst fram till att F-106 Delta Dart pensionerades 1988.

## Export
Ett antal raketer såldes till Kanada där de skulle beväpna CF-101 Voodoo. Eftersom AIR-2 var byggd innan pålitliga säkringar för kärnvapen var uppfunna så behölls raketerna i förvar i USA, men de skulle ställas till Kanadas förfogande om det behövdes.

## Varianter
- AIR-2A Ursprungliga produktionsmodellen.
- AIR-2B AIR-2A med ny motor.
- ATR-2A övningsraket.

## Användare
- Kanadas flygvapen (1965 – 1984)
- USA:s flygvapen (1957 – 1988)